# Hilfeleistungstanklöschfahrzeug (Deutschland)
Ein Hilfeleistungstanklöschfahrzeug (kurz HTLF) war ein Einsatzfahrzeug der Feuerwehren. Es war eine nur in Hessen übliche Variante eines Allround-Löschfahrzeugs. Es stellte eine Kombination aus zwei unterschiedlichen Fahrzeugtypen dar – nämlich aus einem Rüstwagen 1 und einem Tanklöschfahrzeug ähnlich dem TLF 16/25. Es vereinte die Vorzüge beider Fahrzeugtypen in sich. Zum einen besaß das HTLF einen eingebauten Wassertank und zum anderen einen hydraulischen Rettungssatz für die technische Hilfeleistung z. B. bei Verkehrsunfällen. Zugleich konnte ein HTLF unabhängig von der örtlichen Löschwasserversorgung den Brandschutz sicherstellen.

## Normierung
Das HTLF besaß keine DIN-Norm. Im Bundesland Hessen gab es allerdings eine Baurichtlinie für diese Fahrzeuge. Nach der hessischen Feuerwehrorganisationsverordnung konnte es durch seine Beladung und Ausstattung ein herkömmliches LF 16/12 und einen Rüstwagen 1 ersetzen. Die Baurichtlinie wurde aber mit Normung des HLF 20/16 gestrichen, da sie wegen der Ähnlichkeiten beider Fahrzeuge nahezu überflüssig geworden war. Es existieren aber auch heute noch zahlreiche sich im Dienst befindliche HTLF.
Das HTLF sollte – im Gegensatz zu den Löschgruppenfahrzeugen (LF) – nur wie auch das TLF 16/25 mit einer Staffel (1/5 – Staffelführer, Maschinist, Angriffstrupp und Wassertrupp à 2 Personen) besetzt werden. Bei der Fahrzeugbezeichnung Hilfeleistungstanklöschfahrzeug XX/YY (kurz: HTLF XX/YY) gibt die erste Zahl XX den Nennförderstrom der Feuerlöschkreiselpumpe an, in 100 Liter Wasser pro Minute bei Nennförderdruck (nach neuer Norm 10 bar, nach alter Norm 8 bar). Ein HTLF 20/YY kann also mindestens 2.000 Liter Wasser pro Minute fördern. Die zweite Zahl YY gibt den nutzbaren Inhalt des Löschwasserbehälters in 100 Litern an. Ein HTLF sollte gemäß Richtlinie einen Tank mit mindestens 2.400 Liter Löschwasser besitzen. Damit war das HTLF 16/24 der Standardtyp des Hilfeleistungstanklöschfahrzeuges.

## Beladung
Das Fahrzeug verfügte über eine umfangreiche Beladung zur technischen Hilfe und zur Brandbekämpfung.
Die Beladung bestand unter anderem aus:
- hydraulischem Rettungsgerät (Schere, Spreizer, Rettungszylinder)
- Hebekissen
- Mehrzweckzug
- integrierter 50 kN Seilzugeinrichtung
- Motorkettensäge
- Winkelschleifer
- Stromerzeuger
- div. Handwerkzeug
- Lkw-Rettungsplattform
- Pressluftatmern

Darüber hinaus verfügte ein HTLF 16/24 über eine integrierte Feuerlöschkreiselpumpe mit einem Nennförderstrom von 1600 l/min bei 8 bar sowie über einen integrierten Löschwasserbehälter von 2.400 Litern (+ 200 l Schaummittel). Das Gesamtgewicht durfte dabei nicht mehr als 13.500 kg betragen.

## Kritik
Oftmals wurde kritisiert, dass mit dem HTLF ein nicht nach DIN EN genormtes Fahrzeug in großem Umfang eingesetzt wurde. Dieser Trend hätte zu einer übergroßen Typenvielfalt geführt und damit die Vergleichbarkeit der Einsatzfahrzeuge erschwert. Zudem habe sich das Einsatzkonzept widersprochen. Denn ein Tanklöschfahrzeug sei naturgemäß nicht zur technischen Hilfeleistung oder zum umfassenden Löschangriff gedacht, sondern diene primär dem Wassertransport. Diese Kritik wurde derart allerdings bereits beim TLF 16/25 geäußert, was auch zum Wegfall der entsprechenden DIN-Norm führte.